# Daniel Saidenberg
Daniel Saidenberg (12 d'octubre de 1906, Winnipeg - 18 de maig de 1997, Nova York) és un violoncel·lista, director d'orquestra i director d'art nord-americà d'origen canadenc. Germà del pianista Theodor Seidenberg.

## Biografia
Fill de l'afinador de piano Albert Seidenberg (1869-1956) i de Lyuba Seidenberg, emigrants russos que es van traslladar de Winnipeg a Baltimore el 1907. Va créixer als suburbis de Nova York. Des de la infància, ell i el seu germà han actuat als cinemes dels Estats Units. El 1919-1921 Va estudiar al Conservatori de París amb Andre Ecking, després el 1925-1930. a la Juilliard School. El 1927 va ser un dels guanyadors del Concurs de Naumburg per a joves intèrprets.
El 1926-1930 va tocar a l'Orquestra de Filadèlfia, 1930-1937. a l'Orquestra Simfònica de Chicago, al mateix temps que des de 1933 va dirigir el departament de violoncel del Chicago College of Music i va dirigir petites orquestres al Midwest. Com a intèrpret de cambra va actuar, en particular, juntament amb Vladimir Horowitz.
El 1943, juntament amb la seva dona Elinor, antiga ballarina (alumne de Mary Wigman), Seidenberg es va traslladar a Nova York. Després d'haver rebutjat una posició d'assistent a la Filharmònica de Nova York (posteriorment ocupada per Leonard Bernstein), Seidenberg va formar dos dels seus propis conjunts musicals: la Seidenberg Small Symphony Orchestra i la Connecticut Symphony Orchestra, que va dirigir entre 1947-1953 i 1948-1957. respectivament.
Des del 1950, la parella Seidenberg va mantenir a Manhattan la seva galeria d'art Saidenberg Gallery, que durant un temps va ser el representant oficial de Pablo Picasso als Estats Units, on també s'hi van exposar Paul Klee, Georges Braque, Wassily Kandinsky, Joan Miró i altres.